# آدریان لوو
آدریان لوو (انگلیسی: Adrien Louveau؛ زادهٔ تاریخ ورودی نامعتبر است) بازیکن فوتبال است.